# An-Nàssir Muhàmmad ibn Qàït-bay
Al-Màlik an-Nàssir Muhàmmad ibn Qàït-bay —àrab: الملك الناصر محمد بن قايتباي, al-Malik an-Nāṣir Muḥammad ibn Qāʾit-bāy—, més conegut simplement com a an-Nàssir Muhàmmad, fou soldà mameluc de la dinastia burjita o circassiana (1495-1498). Era fill del sultà Qàït-bay i d'una concubina circassiana. Va néixer a finals del 1482.
El sultà Qàït-bay, de 86 anys, va abdicar a finals de juliol de 1496, en favor del seu fill Muhàmmad Asalbay, de 14 anys, que va agafar el títol d'Al-Màlik an-Nàssir Muhàmmad. Qàït-bay va morir uns dies després, el 6 d'agost de 1496. En aquell moment la facció dominant era de la Kansawh Khamsumia min Tarabay i Kurtbay al-Ahmar, que acabaven d'eliminat al cap de la facció rival Akwardi al-Dawadar (cosí de Qàït-bay). Kansawh Khamsumia aspirava al tron però va permetre el traspas del poder a an-Nàssir Muhàmmad i fou nomenat atabeg (atabak) i Kurtbay va acumular les funcions de wazir, ustadar i kashif. Akbardi, que tenia simpatia pel nou sultà, es va presentar a Gaza, i això van aconsellar a Kansawh Khamsumia a donar un cop d'estat i l'1 de feber de 1497 an-Nàssir Muhàmmad fou oficialment deposat pel califa abbàssida i Kansawh Khamsumia es va proclamar sultà. Però el jove sultà controlava la ciutadella i amb l'ajut d'un oncle matern de nom també Kansawh va oposar resistència. Les armes de foc que els mamelucs refusaven obstinadament, foren llavors utilitzades pels dos bàndols. Diverses desercions cap al sultà van culminar amb la derrota de Khansumia (4 de feber de 1397), que va fugir. El califa al-Mutawàkkil II (1479-1497) restaurava formalment a an-Nàssir. L'oncle del sultà, tot i que tenia un càrrec menor, fou qui va controlar el poder.
Kansawh Khamsumia va intentar un nou cop el 21 i 22 de febrer de 1497 però altre cop fou derrotat i va haver de fugir. En un combat contra Akwardi al-Dawadar a Khan Yunus va resultar mort. Akbardi va tornar a Egipte i va assolir els càrrecs d'amir silah, dawadar, wazir, ustadar i khasif. Aviat es va haver d'enfrontar a Kansawh, oncle del sultà, que es va aliar als antics partidaris de Kansawh Khamsumia. El 6 de maig de 1797 Akbardi va intentar un cop d'estat però fou derrotat i va haver de fugir a l'Alt Egipte (Egipte Said en oposició al Baix Egipte o Egipte Haram). Però el sultà, que no aguantava la tutela del seu oncle, el va cridar al Caire on va entrar com alliberador el 25 de juliol acompanyat de beduïns Banu Waili Banu Azala. Kansawh va mobilitzar beduïns Bani Haram i es va instal·lar el desordre. La ciutadella fou assetjada però finalment a l'agost Akbardi va haver de fugir a Síria. Kansawh fou nomenat llavors dawadar i poc després wazir i amir silah. Les relacions amb el seu nebot van entrar en crisis.
El febrer/març de 1498 la mara del sultà els va obligar a jurar-se lleialtat reciproca. El nou sultà tenia una vida amb certa disbauxa i li agradaven les armes de foc, tenint un cos de 500 esclaus que portaven aquestes armes, innovació que no agradava als mamelucs tradicionals; el cos finalment fou dissolt o venut als otomans el 20 de febrer del 1498 després de la mort de l'oficial (negre) Faradj Allah en una escaramussa contra altres mamelucs. Finalment, després de dos anys de regnat, el canceller Tuman Bay el va fer arrestar probablement sota la instigació final de Kansawh, i fou assassinat i el seu cos abandonat. Els amirs van elevar al sultanat al seu oncle, mameluc dels ashrafiyya i antic esclau de Qàït-bay, de nom Qànsawh.